# Gaston Lachaise
Gaston Lachaise (8. květen 1882, Paříž - 10. říjen 1935, New York) byl francouzsko-americký sochař.

## Život
V letech 1898-1904 vystudoval sochařství na École des Beaux-Arts. Poté pracoval jako dyzajnér ve šperkařství René Lalique. Ve Francii také začala jeho umělecká kariéra, když v letech 1899–1903 vystavoval na pařížských salonech.
Mezi lety 1901–1903 Lachaise potkal Kanaďanku Isabel Dutaud Nagleovou, která byla o deset let starší, v té době vdaná a s jedním synem. Rozvinul se mezi nimi hluboký milostný vztah, Lachaise kvůli ní opustil Paříž, zřekl se začínající kariéry a roku 1906 ji následoval do USA. Po celý život mu byla Isabel, se kterou se 25. června 1917 v New Yorku oženil, hlavní inspirací. V USA působil nejprve v Bostonu, později v New Yorku, kde se stal asistentem Paula Manshipa.
Tvořil zejména ženské akty z leštěného bronzu nebo kamene, které měly monumentální rozměry. Je však také autorem plastik zvířat a reliéfů na veřejných budovách v New Yorku (např. Rockefellerovo centrum). Lachaisova nejslavnější práce Stojící žena (1932), smyslný ženský akt s točitými, kuželovitými končetinami, je typickým příkladem jeho tvorby. Byl také známý i jako znamenitý portrétista. Je autorem bust slavných umělců, jakými byli John Marin, Marianne Mooreová a E. E. Cummings.

## Galerie

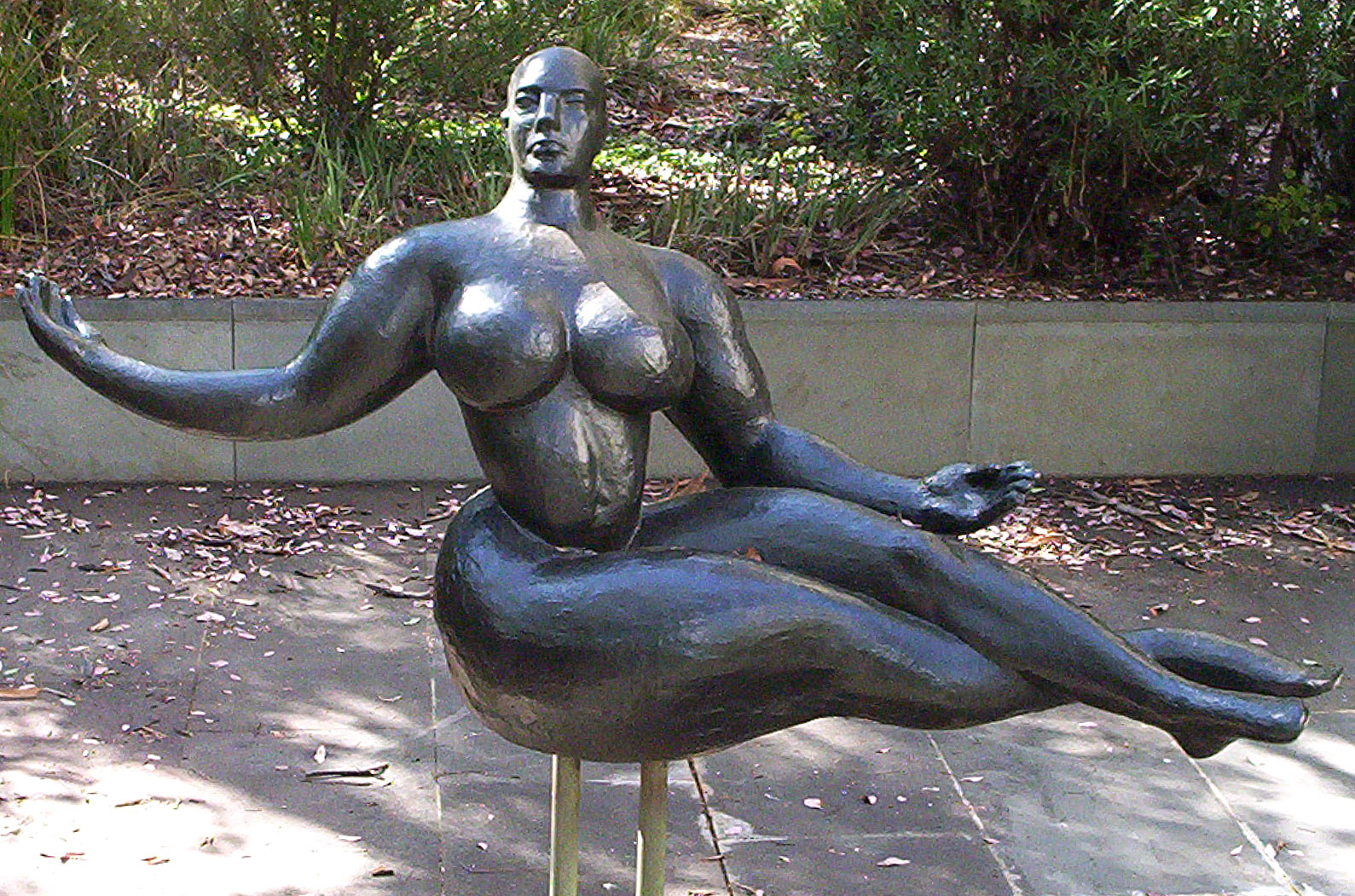
Pohyblivá figura, Národní galerie v Austrálii
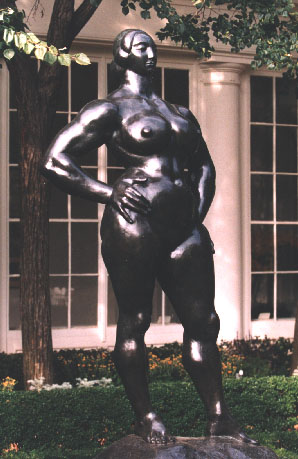
Stojící žena